# Barilius evezardi
Barilius evezardi е вид лъчеперка от семейство Шаранови (Cyprinidae).

## Разпространение
Видът е разпространен в Индия (Карнатака и Махаращра).

## Описание
На дължина достигат до 11 cm.